# Láczai-Fritz Oszkár
Láczai-Fritz Oszkár, gyakran csak Fritz Oszkár (Ürményháza, 1878. augusztus 7. – Budapest, 1958. január 29.) magyar építész, egyetemi tanár, építészeti szakíró.

## Élete, munkássága
Fritz Vilmos és Schwimmer Emília fiaként született. A budapesti Műegyetemen (ma: Budapesti Műszaki és Gazdaságtudományi Egyetem) nyert építészi oklevelet. Ezt követően tanársegédként dolgozott Schulek Frigyes, később adjunktussá, majd műegyetemi magántanárrá nevezték ki. Oktatói tevékenysége mellett több saját épületet tervezett (ld. alább a listában), de foglalkozott műemlékek helyreállításával is (pl. a 14. századi Mátraverebélyi római katolikus templom. Kutatta az építőkövek időjárással összefüggő pusztulását és védelmét, több írása megjelent ezen a területen.
Tagja volt a Műemlékek Országos Bizottságának, egyben ő volt az Országház műszaki főigazgatója is. 1913-ban alaprajzot készített a zirci cisztercita apátságról Hümpfner Tibor ásatása alapján. 1914-ben javaslatot tett a brassói Millenniumi emlékmű újjáépítésére. 1926-ban az ő vezetésével történt a Tállyai római katolikus templom felmérése. Tervet készített a Füzéri vár kápolna és kaputorony részleges felújításához Lux Kálmánnal és Lux Gézával közösen.
Részt vett Bárczy István kislakás- és iskolaépítési programjában egy budapesti iskolaépülettel, és a Sváb Gyula-féle iskolaépítési programban, ahol egy vagy több iskolaépületet tervezett (helyszín nem ismert).
Az ő műtermében dolgozott Bene Antal (1887–1960) műépítész.

## Írásai
- A természetes építőkövek elmállása és gyors pusztulásának megakadályozása, Budapest, 1930
- A természetes építőkövek elmállása és a mállás elleni védelem, Budapest, 1944

## Ismert épületei
- 1909-1910: elemi iskola (ma: Zuglói Széchenyi István Általános Iskola), 1147 Budapest, Telepes u. 32.[13]  – Bárczy István kislakás- és iskolaépítési programja keretében
- 1910-es évek: iskolaépület (helyszín nem azonosítható) – a Sváb Gyula-féle iskolaépítési program keretében[11]

### Síremlékek
- 1907: Tóth család sírboltja a Fiumei úti sírkert árkádsorában, 1086 Budapest, Fiumei út 16-18. (a síremlék szobrászati részét Betlen Gyula tervezte)[14]

### Tervben maradt pályázatai
- 1909: a Szent Imre Kollégium temploma, Budapest[15]
- 1913: Erzsébet királyné budapesti emlékműve, Budapest (Betlen Gyula szobrásszal)[16]
- 1923: Néprajzi Múzeum, Budapest[17]

## Képtár

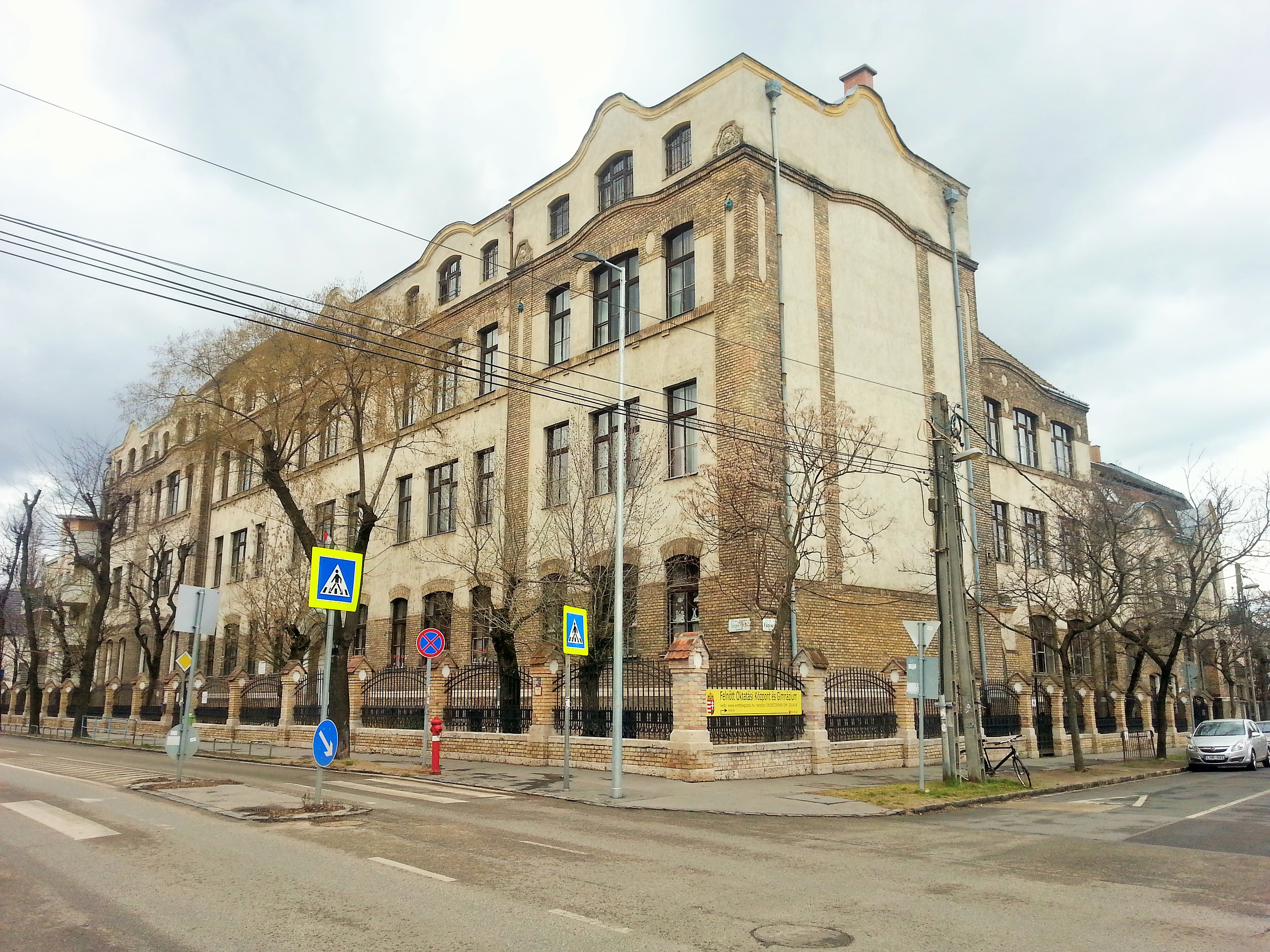
Zuglói Széchenyi István Általános Iskola
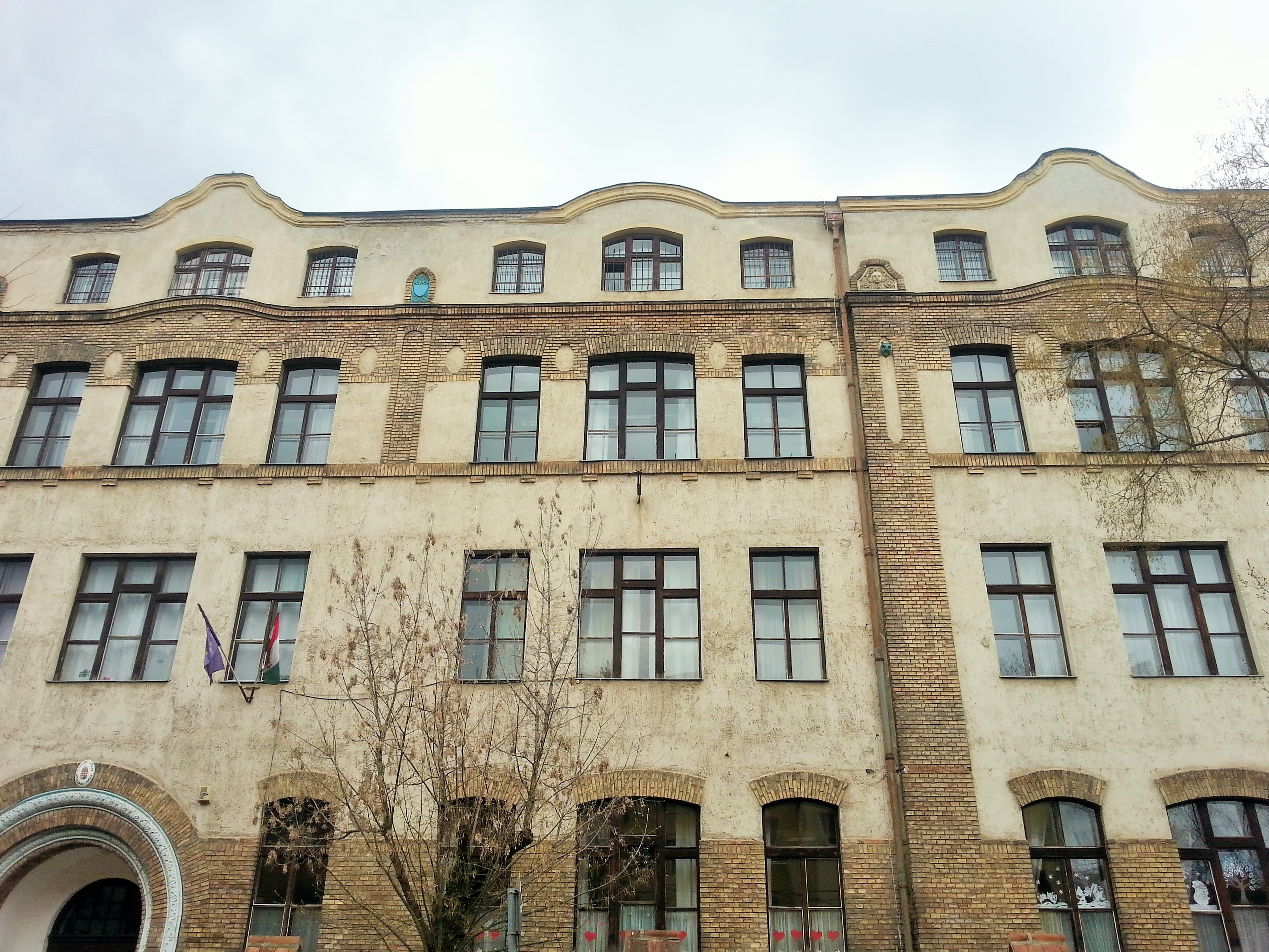
Zuglói Széchenyi István Általános Iskola (részlet)
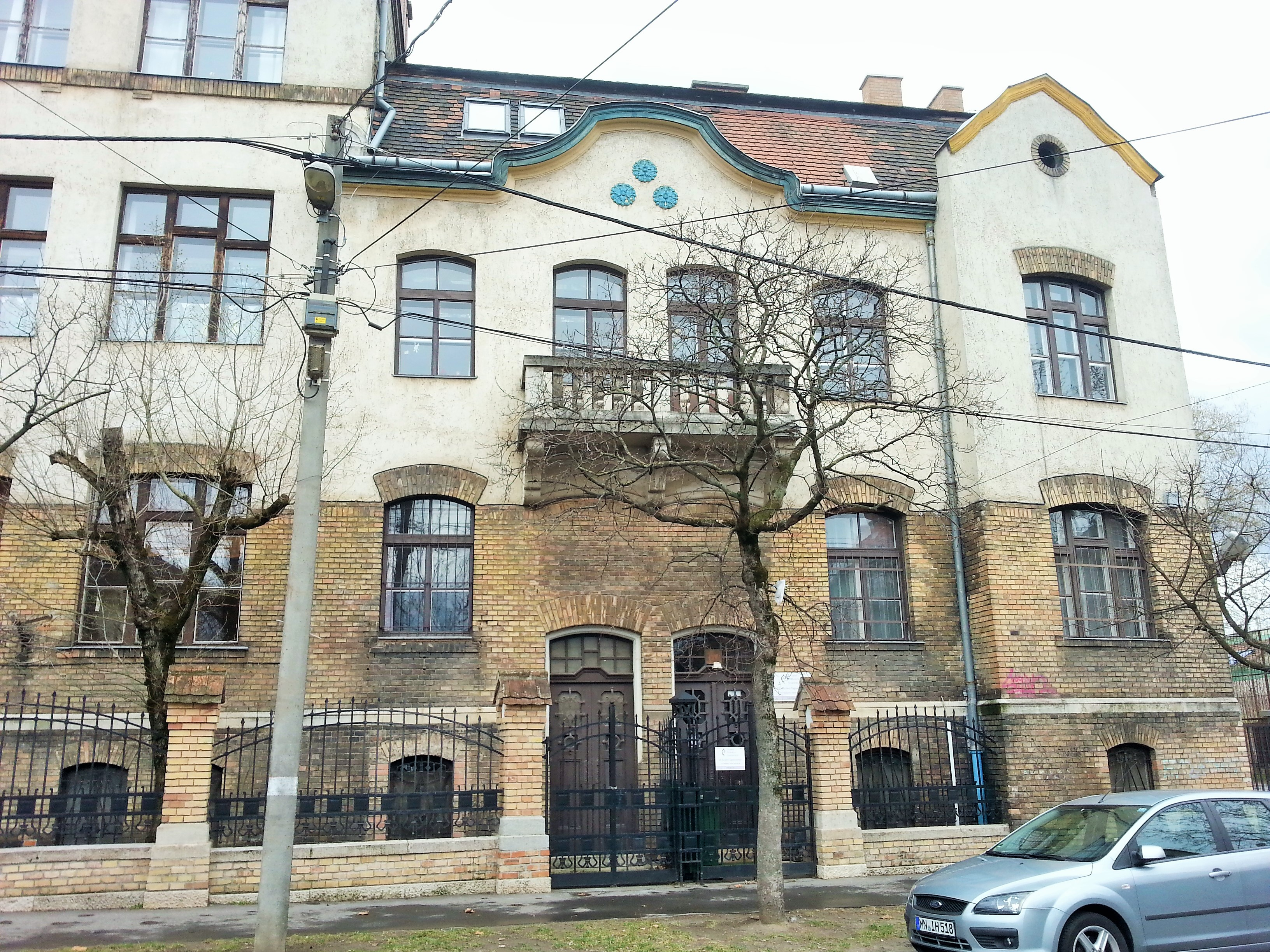
Zuglói Széchenyi István Általános Iskola (részlet)
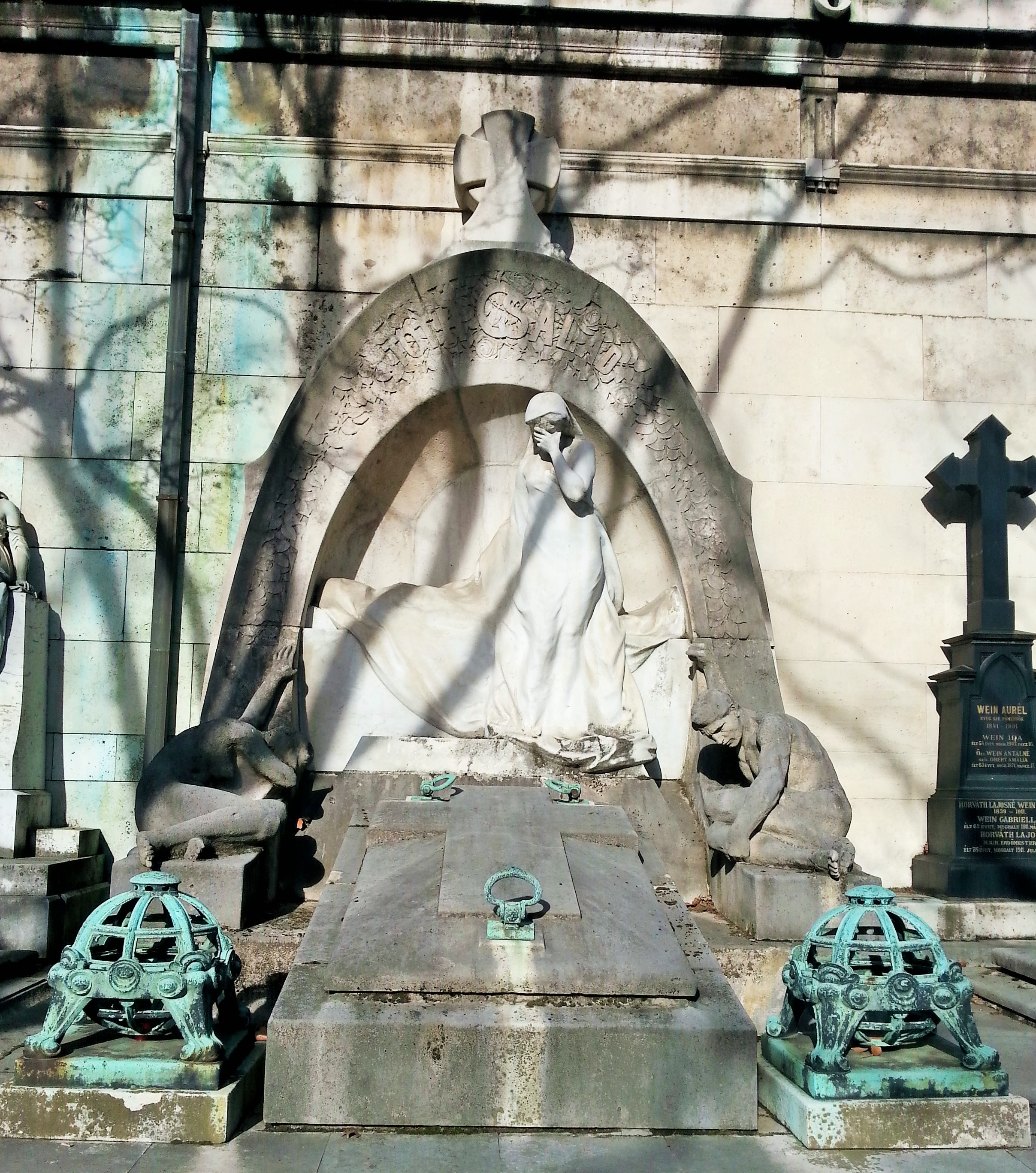
Tóth család sírboltja, Fiumei úti sírkert

## Egyéb irodalom
- Granasztóiné Györffy Katalin: A Műemlékek Országos Bizottságának tevékenysége a trianoni békekötés után. In: A magyar műemlékvédelem korszakai. Tanulmányok. (Művészettörténet – műemlékvédelem, 9., 156. o.
- A magyar társadalom lexikonja. A Magyar Társadalom Lexikona Kiadóvállalat, Budapest, 1930., 329. o.